# Iława (Szprotawa)
Iława (deutsch Eulau) ist ein Stadtteil von Szprotawa (Sprottau) im Powiat Żagański der Woiwodschaft Lebus in Polen.
Das Dorf war bis 1925 eine Landgemeinde in der Provinz Schlesien bzw. ab 1919 Provinz Niederschlesien und wurde 1925 in die Stadtgemeinde Sprottau eingemeindet.

## Geschichte

### Mittelalter
Die erste Erwähnung des Ortes findet sich in der Chronik des Bischofs Thietmar von Merseburg und bezieht sich auf das Treffen des Kaisers Otto III. mit dem polnischen Herzog Bolesław Chrobry in der Burg Ilva im Jahre 1000 auf des Kaisers Reise zur Heiligsprechung des Adalbert von Prag in Gnesen. Diese Burg wird heute allgemein gleichgesetzt mit der ehemaligen großen Burganlage Chrobry am Südufer des Bober (polnisch: Bóbr) im heutigen Sprottauer Ortsteil Iława.
Um die Wende vom 13. zum 14. Jahrhundert wird der Ort als Ylavia (1295) und Ylavia slavica (1318) bezeichnet. 1448 wird der Ort Eyle genannt.

### Neuzeit
Der heutige Stadtteil Iława (bis 1945 Eulau) entstand in mehreren Schritten aus ursprünglich fünf administrativ getrennten Einheiten – drei Dörfern und zwei Gutsbezirken – deren Ortsnamen sich teilweise im Laufe der Zeit auch änderten.
1811 werden Klein-, Nieder- und Ober-Eulau erwähnt, und auch 1845 werden diese drei Dörfer in einer detaillierten Übersicht aller Orte in preußisch Schlesien genannt.
- Klein-Eulau, Allodialbesitz des in Mallmitz residierenden Grafen und Burggrafen Alfred zu Dohna-Mallmitz,[6][7] links (südlich) des Bober und etwa 3 km westlich von Sprottau, hatte 372 Einwohner, 40 Häuser, zwei Rittergüter bzw. Vorwerke (davon eins das Kottwitzer genannt), eine Windmühle, ein Wirtshaus, zwei Handwerksbetriebe, einen Händler und die Papierfabrik des Kaufmanns und Kommerzienrats Julius Baller mit fünf Bütten und einer Papiermaschine. Die 150 m südlich gelegene Neuhäuser Kolonie mit 6 Häusern und 48 Einwohnern gehörte zum Ort.
- Ober-Eulau, rund 1,5 km westnordwestlich von Sprottau an der Straße nach Sagan gelegen, war ebenfalls Allodium der Grafen und Burggrafen zu Dohna, hatte 367 Einwohner, 55 Häuser, einen Gutshof, zwei Brennereien, zwei Wirtshäuser, fünf Handwerker und einen Krämer.
- Nieder-Eulau schließlich, rechts des Bober und gegenüber von Klein-Eulau, war das Amtsdorf, dem königlichen Rentamt Neusalz-Sagan verantwortlich und zu einem Drittel im Besitz des Magdalenerinnenklosters Sprottau. Es hatte 279 Einwohner in 40 Häusern, eine evangelische Schule, eine katholische Kirche, einen Handwerker und fünf Händler. Daneben befand sich dort das 1829 gegründete, Wilhelmshütte genannte Eisenhütten- und Emaillierwerk, mit einem Hochofen, zwei Kupolöfen, zwei Emaillieröfen und einer Maschinenbauwerkstatt.

Am 3. März 1874 wurden die drei Landgemeinden Klein-Eulau, Ober-Eulau und Nieder-Eulau (mit der Wilhelmshütte) und die beiden Gutsbezirke Klein-Eulau und Ober-Eulau dem Amtsbezirk Eulau im Landkreis Sprottau zusammengefasst. Erster, für eine Amtszeit von sechs Jahren ernannter Amtsvorsteher war Adolph Mestern, Generaldirektor der Wilhelmshütte in Nieder-Eulau. Für 1885 sind folgende Einwohnerzahlen im Amtsbezirk Eulau überliefert:
| Klein-Eulau           | 781 |
| Gutsbezirk Neu-Eulau  | 46  |
| Nieder-Eulau          | 441 |
| Ober-Eulau            | 809 |
| Gutsbezirk Ober-Eulau | 67  |

Auf der 1:100.000 Karte des Deutschen Reichs von 1893 sind lediglich Klein-Eulau und Ober-Eulau verzeichnet, und wie u. a. aus dem Gemeindeverzeichnis von 1900 zu entnehmen ist, wurden irgendwann um die Jahrhundertwende Nieder-Eulau und Ober-Eulau zur Landgemeinde Groß-Eulau zusammengelegt. Am 1. Januar 1908 umfasste der Amtsbezirk Eulau die beiden Landgemeinden Klein-Eulau und Groß-Eulau und die Gutsbezirke Klein-Eulau und Ober-Eulau, und deren Einwohnerzahlen am 1. Dezember 1910 waren wie folgt:
| Klein-Eulau            | 890  |
| Gutsbezirk Klein-Eulau | 39   |
| Gutzbezirk Ober-Eulau  | 72   |
| Groß-Eulau             | 2103 |

Bemerkenswert ist in diesem Zusammenhang, dass der Bebauungsplan von Sprottau aus dem Jahre 1927 Ober-Eulau links (westlich) und Groß-Eulau rechts (östlich) der Straße nach Sagan zeigt.
Am 1. April 1923 wurden die beiden Landgemeinden Groß-Eulau und Klein-Eulau zur neuen Landgemeinde Eulau vereinigt, und diese wurde schließlich am 1. Juni 1925 in die Stadtgemeinde Sprottau eingegliedert. Am 30. September 1929 wurden dann auch die Gutsbezirke Klein-Eulau (teilweise) und Ober-Eulau in die Stadtgemeinde Sprottau eingemeindet, und der Amtsbezirk Eulau wurde aufgelöst.